# Conquista muçulmana da Armênia
A conquista muçulmana da Armênia foi parte das conquistas muçulmanas após a morte do profeta islâmico Maomé em 632. A porção bizantina foi tomada em 638–639, enquanto a porção sassânida foi conquistada em 645.

## Raides árabes e conquista da Armênia
De acordo com as fontes árabes, a primeira expedição árabe chegou à Armênia em 639/40, logo após a conquista do Levante dos bizantinos e o início da conquista muçulmana da Pérsia. Os árabes foram liderados por Iade ibne Ganme, que havia conquistado anteriormente a Mesopotâmia Superior e penetrado até Bitlisse. Uma segunda expedição ocorreu em 642, quando o exército muçulmano avançou e se dividiu em quatro corpos até o nordeste da Anatólia, apenas para ser derrotado e expulso do país. Após esse revés, os árabes empreenderam um ataque à Albânia do Cáucaso em 645, liderados por Salmã ibne Rabia, mas isso só tocou nas terras fronteiriças da Anatólia. Foi somente em 645/46 que uma grande campanha para subjugar o país foi empreendida por Moáuia, o governador da Síria. O general de Moáuia, Habibe ibne Maslama Alfiri, moveu-se primeiro contra a porção bizantina do país: sitiou e capturou Teodosiópolis (atual Erzurum, Turquia) e derrotou um exército bizantino, reforçado com tropas cazares e alanas, no Eufrates. Ele então se voltou para o Lago de Vã, onde os príncipes armênios locais de Aquelate e Moxoena se submeteram, permitindo que Habibe marchasse para Dúbio, a capital da antiga porção persa da Armênia. Dúbio capitulou após alguns dias de cerco, assim como Tiblíssi mais ao norte, na Ibéria. Durante o mesmo tempo, outro exército árabe do Iraque, sob Salmã ibne Rabia, conquistou partes da Ibéria (Arrã).
As fontes armênias, no entanto, fornecem uma narrativa diferente, tanto na cronologia quanto nos detalhes dos eventos, embora o amplo impulso das campanhas árabes seja consistente com as fontes muçulmanas. Os historiadores armênios relatam que os árabes chegaram pela primeira vez em 642, penetrando até a região central de Airarate, e saquearam Dúbio, retornando com mais de 35 mil cativos. Em 643, os árabes invadiram novamente, da direção do Azerbaijão, devastaram Airarate e alcançaram a Anatólia, mas foram derrotados em batalha pelo líder armênio Teodoro Restúnio e forçados a recuar. Após esse sucesso, Restúnio foi reconhecido como governante da Armênia pelo imperador Constante II. Em algum momento logo depois, os armênios reconheceram a suserania bizantina.
Quando a trégua de Constante com os árabes terminou em 653, no entanto, uma nova invasão árabe se tornou provável, e Restúnio concordou voluntariamente em se submeter à soberania muçulmana. Em resposta, Constante II em pessoa liderou um exército de supostamente 100 mil homens na Anatólia e na Armênia. Os príncipes locais se uniram a ele, e tanto a Armênia quanto a Ibéria retornaram à lealdade bizantina. Depois de passar o inverno em Dúbio, Constante partiu na primavera de 654. Um exército árabe invadiu e capturou as regiões na costa norte do lago de Vã logo depois. Com a ajuda deles, Restúnio expulsou as guarnições bizantinas da Armênia e garantiu o reconhecimento árabe como príncipe presidente da Armênia e partes da Albânia. Os bizantinos sob o general Mauriano tentaram recuperar o controle da região, mas sem sucesso. Em 655, até mesmo partes da Armênia bizantina foram invadidas, e os árabes ocuparam Teodosiópolis (em árabe, Calícala) e consolidaram seu controle do país. levando Restúnio para Damasco, onde morreu em 656, e nomeando seu rival Amazaspes IV em seu lugar. Contudo, com a eclosão da Primeira Guerra Civil Muçulmana em 657, a autoridade árabe efetiva cessou, e Amazaspes retornou à soberania bizantina quase imediatamente.
Esses eventos são mesclados na única campanha de 645/46 nas fontes árabes, que omitem qualquer detalhe sobre os assuntos internos da Armênia ou o reconhecimento da suserania bizantina lá, e retratam o país como estando firmemente sob a suserania árabe desde a campanha de Habibe Alfiri. Os historiadores modernos geralmente consideram o relato contemporâneo de Sebeos (que é parcialmente corroborado pelo cronista bizantino Teófanes, o Confessor) como mais confiável, e propuseram diferentes reconstruções dos primeiros ataques árabes entre 640 e 650, com base numa leitura crítica das fontes; está claro, no entanto, que o país não se submeteu ao domínio árabe nesta época. Em 661, no entanto, Moáuia, agora o vencedor da guerra civil muçulmana, ordenou que os príncipes armênios se submetessem novamente à sua autoridade e pagassem tributo. Para evitar outra guerra, os príncipes obedeceram.

## Armênia dentro do califado
A aceitação armênia do governo árabe irritou os bizantinos e Constante II enviou seus homens à Armênia para impor o credo calcedônio do cristianismo. A Armênia permaneceu sob domínio árabe por aproximadamente 200 anos, começando formalmente em 645. Durante muitos anos de governo omíada e abássida, os cristãos armênios se beneficiaram de autonomia política e relativa liberdade religiosa, mas foram considerados cidadãos de segunda classe (dhimmi). No entanto, esse não foi o caso no início. Os invasores primeiro tentaram forçar os armênios a aceitar o islamismo, levando muitos cidadãos a fugir à Armênia controlada pelos bizantinos, que os muçulmanos deixaram em grande parte sozinha devido ao seu terreno acidentado e montanhoso. A política também causou várias revoltas até que a Igreja Armênia finalmente desfrutou de maior reconhecimento, ainda mais do que experimentou sob a jurisdição bizantina ou sassânida. O califa designou osticanos como governadores e representantes, que às vezes eram de origem armênia. O primeiro osticano foi Teodoro Restúnio. No entanto, o comandante do exército de 15 mil homens era sempre de origem armênia, muitas vezes das famílias Mamicônio, Bagratúnio ou Arzerúnio, com a família Restúnio tendo o maior número de tropas (10 mil soldados). Ele defenderia o país de estrangeiros ou ajudaria o califa em suas expedições militares, como quando os armênios ajudaram o califado contra os invasores cazares.
O domínio árabe foi interrompido por muitas revoltas sempre que os árabes tentavam impor o islamismo ou impostos mais altos (jizia) ao povo da Armênia. No entanto, essas revoltas eram esporádicas e intermitentes e nunca tiveram um caráter pan-armênio. Os árabes usaram rivalidades entre os diferentes nacarares (nobres) para conter as rebeliões. Assim, as famílias Mamicônio, Restúnio, Camsaracano e Genúnio foram gradualmente enfraquecidas em favor das famílias Bagratúnio e Arzerúnio. Durante o domínio islâmico, árabes de outras partes do califado se estabeleceram na Armênia. No século IX, havia uma classe bem estabelecida de emires árabes, mais ou menos equivalentes aos nacarares armênios.
No final deste período, em 885, o Reino bagrátida da Armênia foi estabelecido com Asócio I, um rei cristão, como o primeiro monarca. A disposição do Império Bizantino e do Califado Abássida em reconhecer a existência do reino decorreu da necessidade de manter um estado-tampão entre eles Particularmente ao califado, a Armênia era mais desejável como um tampão do que uma província devido à ameaça dos cazares, que eram aliados do Império Bizantino. O regime de Asócio e aqueles que o sucederam inauguraram um período de paz, crescimento artístico e atividade literária. Esta era é referida como a segunda Idade de Ouro Armênia e se manifesta nas magníficas igrejas construídas e nos manuscritos ilustrados criados durante o período.